# Demos (Platon)
Demos (altgriechisch Δῆμος Dḗmos, auch Demos von Athen; * um 440 v. Chr. in Athen; † nach 391 v. Chr.) war der Stiefbruder des Philosophen Platon.

## Herkunft und Familie
Demos war der – anscheinend einzige – Sohn des athenischen Politikers Pyrilampes aus dessen erster Ehe mit einer unbekannten Frau. In zweiter Ehe heiratete Pyrilampes um 423 seine Nichte, die verwitwete Periktione, deren erster Ehemann Ariston um 424 gestorben war. Aus der Ehe mit Ariston hatte Periktione vier Kinder: die drei Söhne Adeimantos, Glaukon und Platon und die Tochter Potone. Demos war älter als seine vier Stiefgeschwister. Er bekam noch einen Halbbruder namens Antiphon aus der zweiten Ehe seines Vaters. 
Der Name Demos, der „Volk“ bedeutet, war programmatisch; Demos war – soweit bekannt – der erste Träger dieses sehr seltenen Namens in Athen. Pyrilampes drückte mit dieser Namensgebung seine demokratische Gesinnung aus.

## Leben
In seiner Jugend war Demos im homoerotischen Milieu wegen seiner Schönheit berühmt. In der 422 aufgeführten Komödie Die Wespen des Aristophanes wird erwähnt, dass man auf Haustüren Aufschriften seiner Verehrer lesen konnte, die ihn als den schönen Sohn des Pyrilampes priesen. Auch in der nur fragmentarisch erhaltenen Komödie Poleis des Dichters Eupolis ist von Demos die Rede, aber der Sinn des überlieferten Textfragments ist unklar. Nach einer in der Forschungsliteratur häufig vertretenen Deutung wird Demos dort als Dummkopf verspottet, doch handelt es sich dabei möglicherweise um ein Missverständnis. Platon erwähnt seinen Halbbruder Demos in seinem literarischen Dialog Gorgias. Dort lässt er den Dialogteilnehmer Sokrates im Gespräch mit dem Sophisten Kallikles zweimal darauf hinweisen, dass Kallikles in Demos verliebt ist. Daher rede Kallikles seinem Liebling nach dem Mund und schrecke dabei nicht vor Absurditäten zurück. Ebenso verhalte er sich als Redner in der Volksversammlung gegenüber dem Volk (demos) von Athen.   
Als Pyrilampes starb (vor 413), erbte Demos die berühmten Pfauen, die von einem Paar abstammten, das sein Vater aus dem Perserreich als Geschenk des persischen Großkönigs mitgebracht hatte. Pyrilampes hatte sich als Gesandter am Hof des persischen Herrschers aufgehalten. Die durch ihre Schönheit faszinierenden Vögel waren äußerst wertvoll; eigens zu ihrer Besichtigung kamen auswärtige Besucher nach Athen. Von den Pfauen des Demos handelte die Gerichtsrede „Gegen Erasistratos über die Pfauen“, die der Logograph (Gerichtsredenschreiber) Antiphon von Rhamnus verfasste. Von der Rede sind nur kurze Fragmente erhalten. In dem Prozess war Demos anscheinend der Kläger. Vermutlich beschuldigte er den Angeklagten Erasistratos des Versuchs, die Pfauen oder deren Eier zu stehlen.
Auch in einer Gerichtsrede, die der berühmte Logograph Lysias verfasste, kommt Demos vor. In dem Verfahren ging es um das Vermögen des hingerichteten Politikers Aristophanes, das konfisziert wurde. Die Anklage richtete sich gegen den Schwager des Aristophanes, der verdächtigt wurde, einen Teil von dessen Besitz zu verstecken. Lysias, der die Verteidigungsrede für den Schwager schrieb, bemühte sich plausibel zu machen, dass Aristophanes nicht so viel hinterlassen habe wie man glaubte, denn er habe sein Vermögen nicht geschont und sogar Kredit aufnehmen müssen. Demos gehörte – falls er noch am Leben war – vermutlich zu den Entlastungszeugen.
Wie in der Rede ausgeführt wird, war Demos im Besitz einer kostbaren goldenen Schale, die ein Geschenk des persischen Großkönigs war. Angeblich hatte er sie selbst vom Großkönig erhalten. Dies deutet darauf, dass Demos ebenso wie sein Vater als Diplomat in Asien tätig war. Möglich ist allerdings auch, dass er in Wirklichkeit die Schale von seinem Vater geerbt hatte. Als die Athener beschlossen, eine Flotte nach Zypern zu schicken, um dem dortigen König Euagoras I. von Salamis gegen die Perser beizustehen, wollte sich Demos an dem Unternehmen beteiligen. Er gedachte als Trierarch mit einem auf eigene Kosten ausgerüsteten Kriegsschiff an der Flottenexpedition teilzunehmen. Zur Finanzierung dieses Vorhabens bat er Aristophanes, der bei der Vorbereitung der Expedition eine maßgebliche Rolle spielte, um ein Darlehen von sechzehn Minen und bot als Pfand die Schale an. Der Zins sollte vier Minen betragen. Aristophanes musste jedoch, wie sein Schwager in der Rede vorbrachte, die Bitte abschlagen, da er damals über den erbetenen Betrag nicht mehr verfügte.
Die Expedition im Jahr 390 v. Chr. schlug fehl und führte zum Verlust der aus zehn Schiffen bestehenden Flotte. Aristophanes, der für die Niederlage verantwortlich gemacht wurde, wurde nach seiner Rückkehr hingerichtet. Ob Demos tatsächlich an dem Unternehmen teilgenommen hat und ob er es gegebenenfalls überlebt hat, ist unbekannt.